# 普魯士的威廉王子 (1906年—1940年)
普魯士的威廉王子（德語：Wilhelm Friedrich Franz Joseph Christian Olaf Prinz von Preußen，1906年7月4日—1940年5月26日），德意志帝國末代皇帝威廉二世的孫子。

## 生平

普魯士威廉王子的紋章

威廉是德意志帝國皇儲威廉的長子，祖父與外祖父分別是德意志皇帝威廉二世與梅克倫堡-施威林大公腓特烈·法蘭茲三世。
1918年威廉12歲時，德國十一月革命爆發。威廉二世被迫流亡荷蘭，威廉王子和父親則留在德國。
1933年，威廉與大學同窗多蘿西亞·馮·薩爾維亞蒂結婚，兩人共有兩個女兒：
- 菲莉西塔絲公主（英语：Princess Felicitas of Prussia）（1934年—2009年）
- 克里絲塔公主（1936年—）

第二次世界大戰爆發後，威廉參加了德國國防軍。1940年5月，威廉以中尉身份随国防军第1步兵师参加法国战役，并在 1940年5月23日進攻瓦朗谢讷期间受重伤。三天后，他在比利时尼韋勒的一家野战医院去世。威廉的遺體後被運回國，5月29日在波茨坦和平教堂下葬。德國民眾普遍對此感到同情，在他的葬礼上，超过5万名哀悼者在和平教堂和无忧宫公园的古代神庙之间形成了默哀的隊列。这是希特勒统治时期最大规模的非官方宣布的、无组织的示威活动。这次示威向希特勒揭示了大部分民众和军官队伍中仍然存在的对前霍亨索伦家族的极大同情和关心。希特勒隨後發布法令（Prinzenerlass），禁止前德意志帝國皇室成員加入德意志國防軍。